# Cú muỗi lưng xám
Cú muỗi lưng xám (tên khoa học: Caprimulgus affinis) là một loài chim trong họ Caprimulgidae.

## Hình ảnh

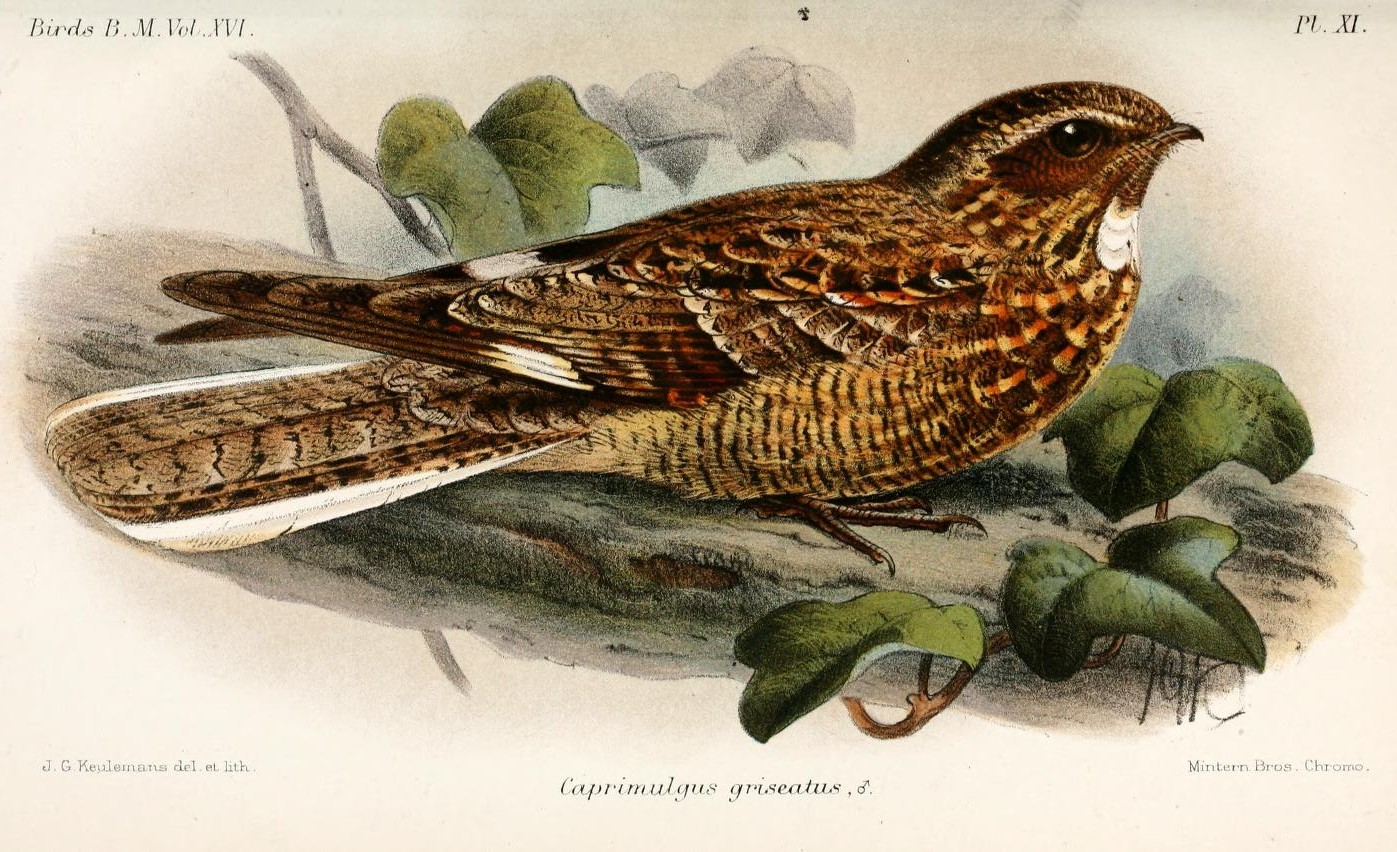
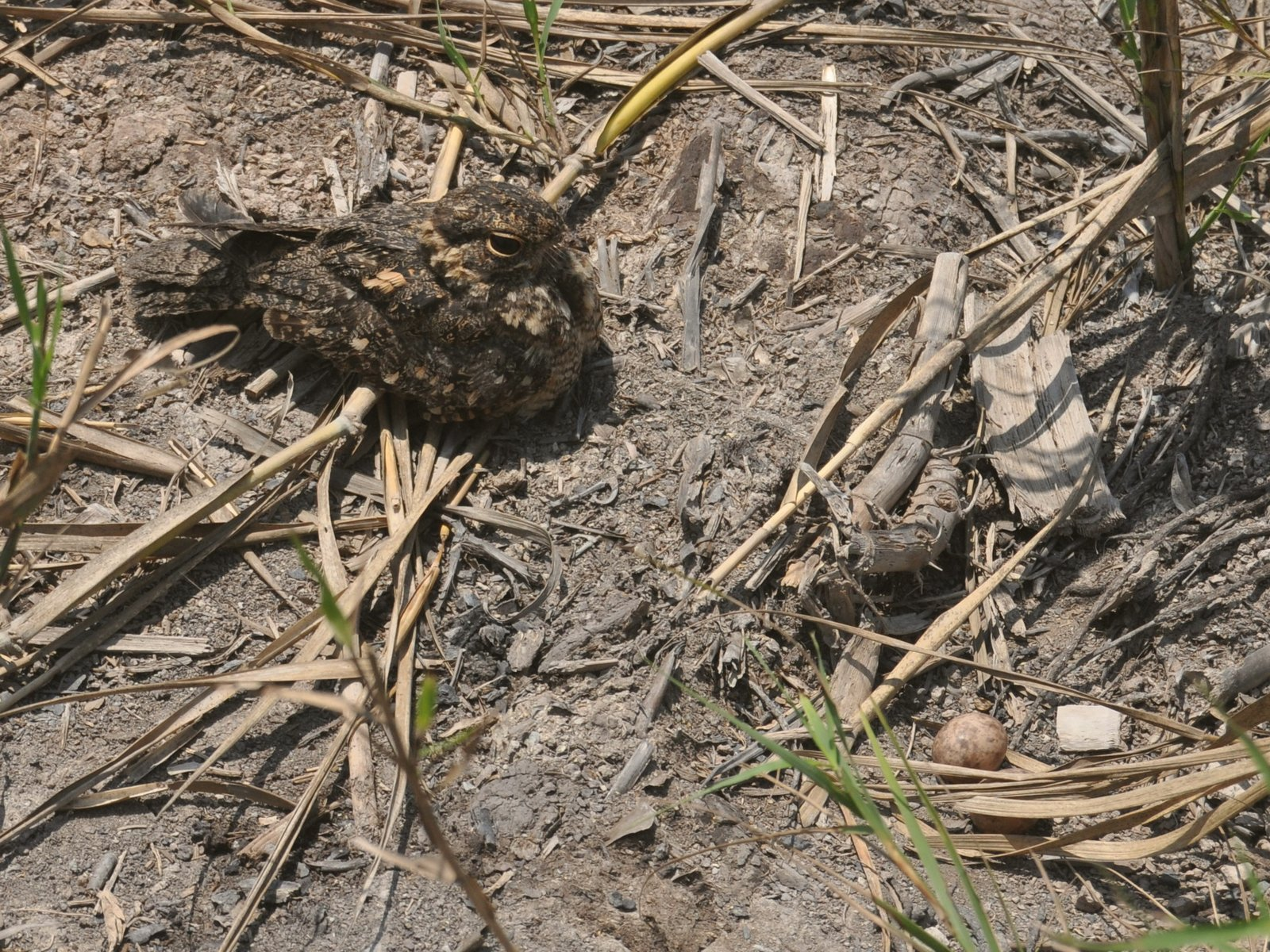
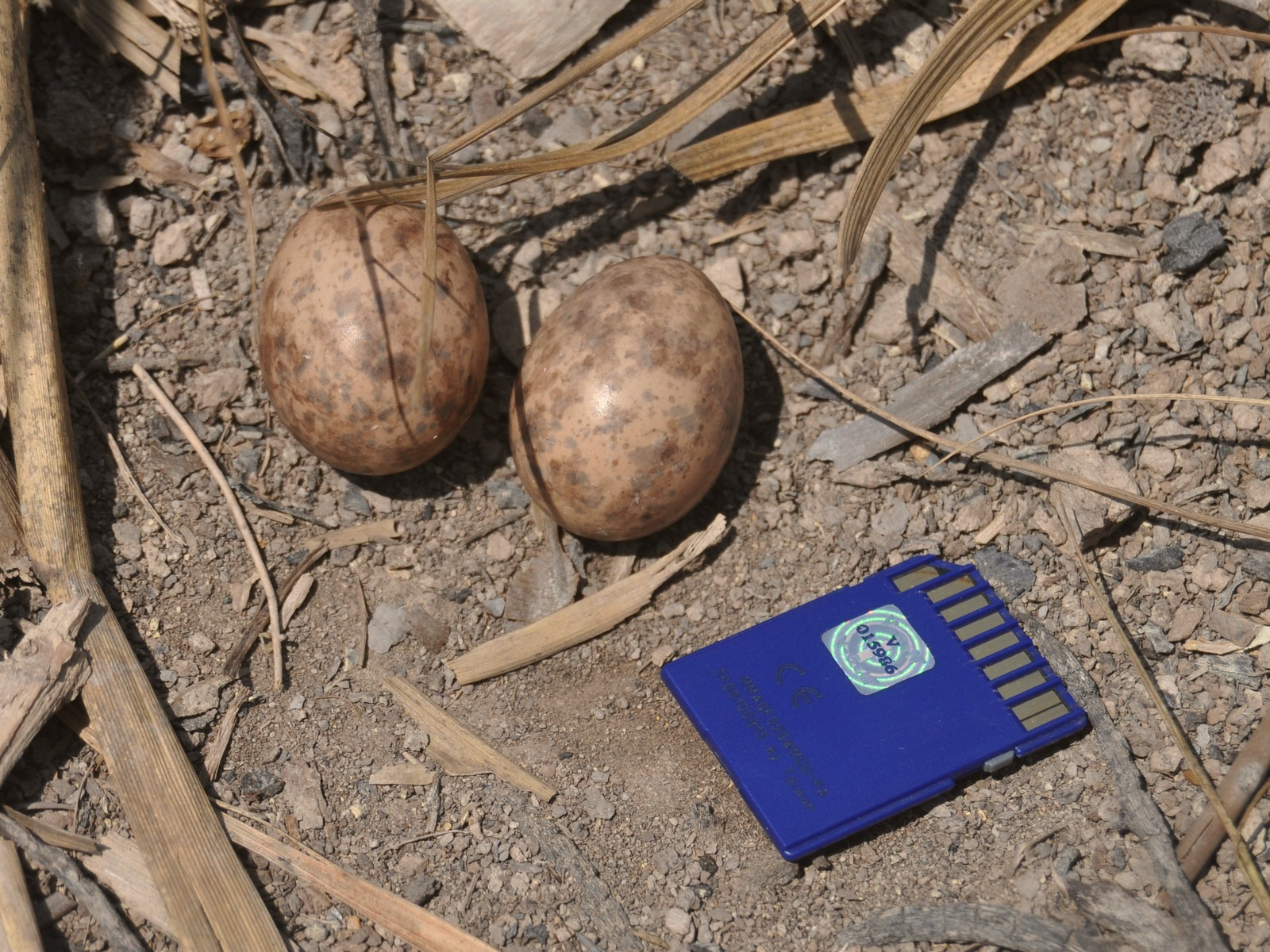
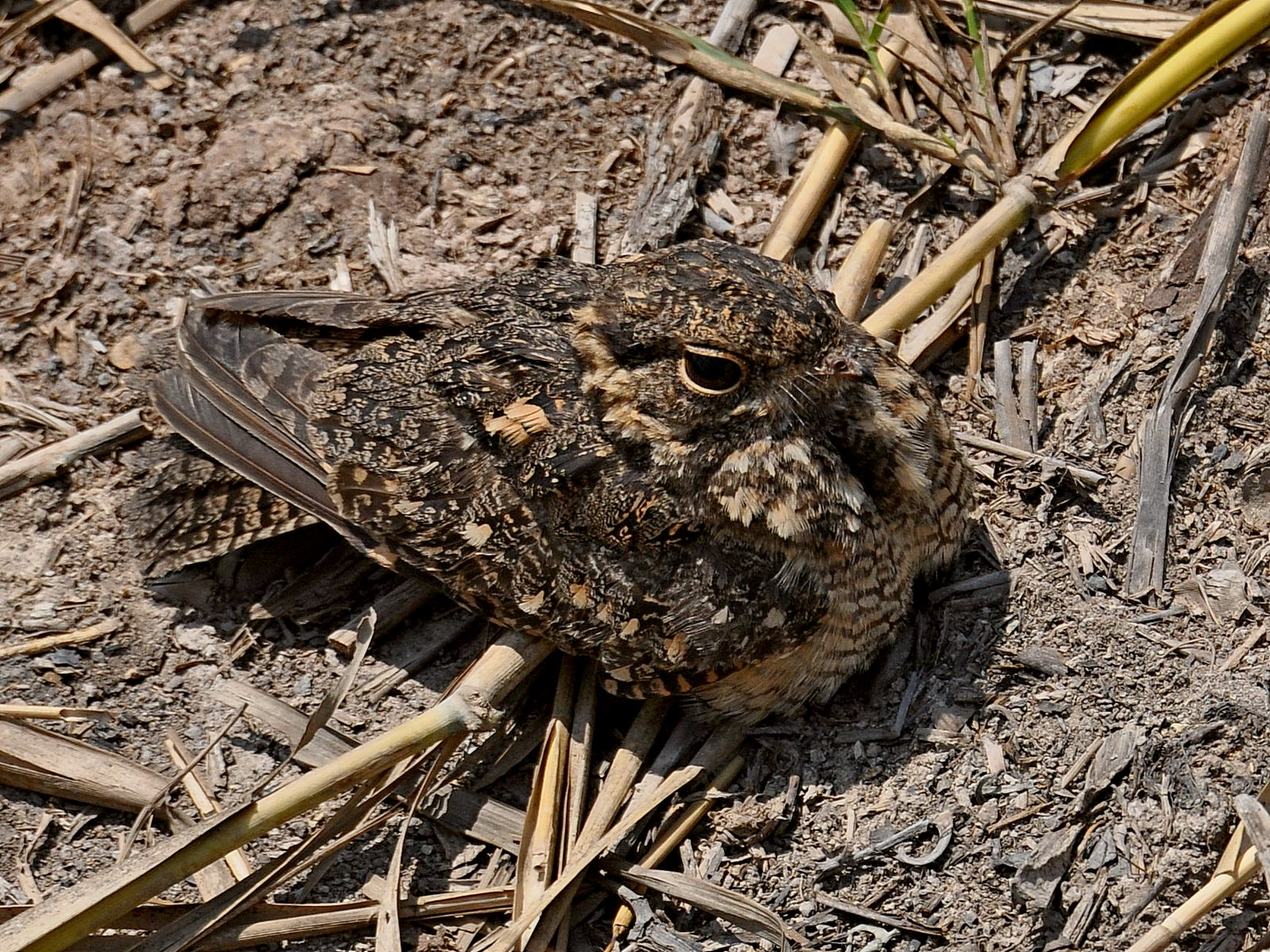
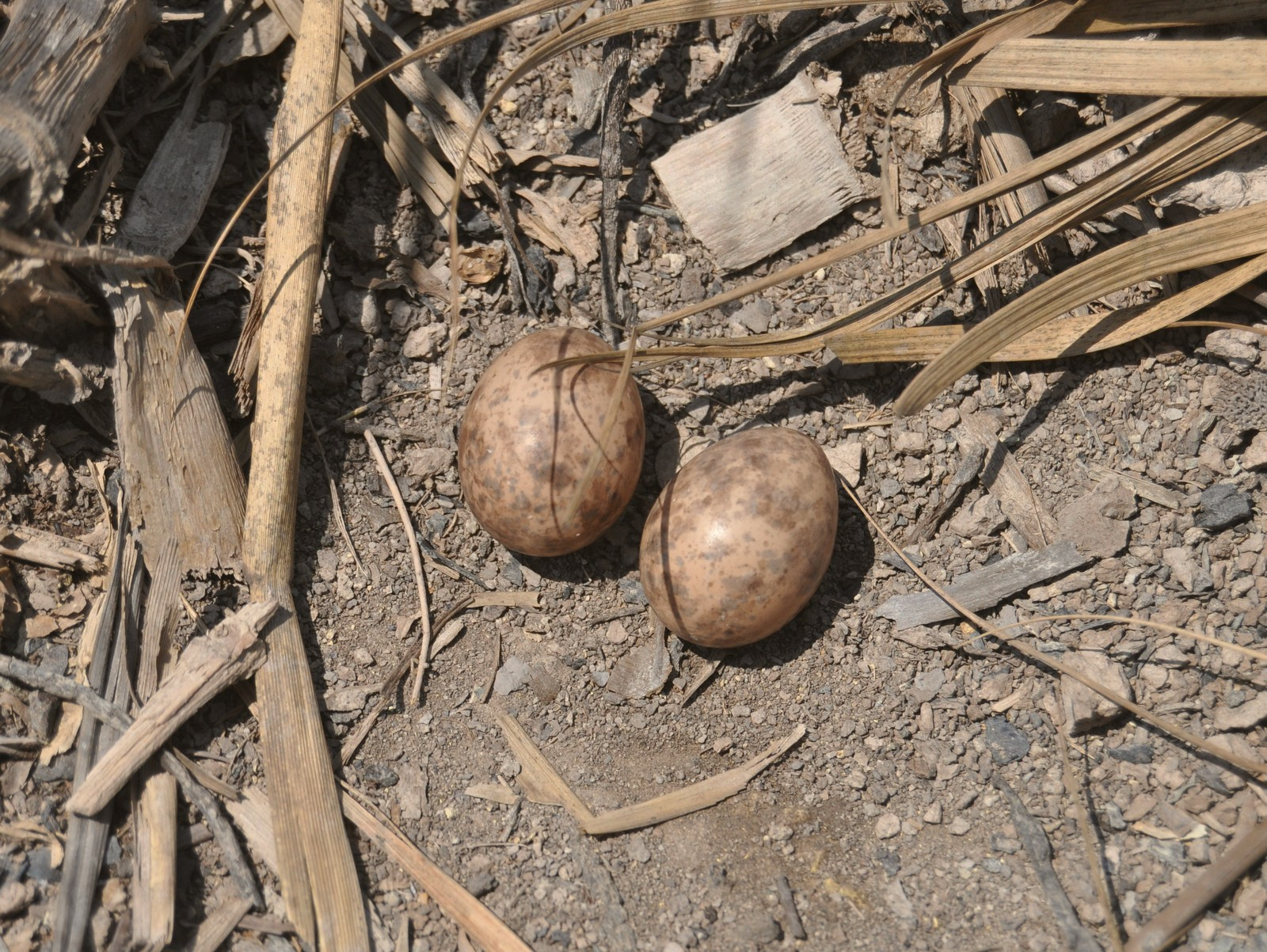